# Čerekskij rajon
Il Čerekskij rajon (in russo Черекский район?) è un municipal'nyj rajon della Repubblica autonoma della Cabardino-Balcaria, in Russia.